# Катастрофа Boeing 707 на Таити
Катастрофа Boeing 707 на Таити — авиационная катастрофа, произошедшая 22 июля 1973 года у побережья Таити в районе Папеэте через 30 секунд после взлёта самолёта Boeing 707-321B авиакомпании Pan American World Airways, в результате которой погибли 78 человек. Крупнейшая авиакатастрофа во Французской Полинезии.

## Самолёт
Boeing 707-321B с бортовым номером N417PA (заводской — 18959, серийный — 470) и с названием Clipper Winged Racer был выпущен корпорацией The Boeing Company в 1966 году и 25 февраля совершил свой первый полёт. Его четыре турбореактивных двигателя были модели Pratt & Whitney JT3D-3B и развивали силу тяги 4 × 18 тысяч фунтов. 21 мая авиалайнер был передан американской компании Pan American World Airways.

## Экипаж
- Командир (КВС) Роберт Эвартс (англ. Robert M. Evarts) — родился 18 июня 1914 года (59 лет), женат, был квалифицирован для полётов на DC-4, DC-6, DC-7, Lockheed Constellation, B-377 и B-707. Общий налёт 25 275 часов, из них на B-707 — 8384 часа[4];
- Второй пилот Лайл Хэйвенс (англ. Lyle C. Havens) — родился 12 апреля 1914 года (59 лет), женат, был квалифицирован для полётов на DC-4, DC-7, B-377 и B-707. Общий налёт 21 575 часов, из них на B-707 — 9248 часов[4];
- Бортмеханик Айзек Ламберт (англ. Isaac N. Lambert) — родился 3 ноября 1938 года (34 года), женат, был квалифицирован на пилота и бортмеханика. Общий налёт 9134 часа, из них на B-707 — 4760 часов[5];
- Штурман Фредерик Фишер (англ. Frederick W. Fischer) — родился 7 января 1941 года (36 лет), холост. Общий налёт 3961 час, из них на B-707 — 3945 часов[5].

В салоне работали шесть стюардесс.

## Предшествующие обстоятельства
Самолёт выполнял рейс PA816 по маршруту Окленд — Папеэте — Сан-Франциско — Лос-Анджелес. Первая часть полёта прошла без отклонений и авиалайнер совершил нормальную посадку в аэропорту Фааа (Папеэте). Далее после посадки экипаж заметил, что треснуло стекло № 3 фонаря кабины. По инструкции с такими повреждениями пилоты могли продолжать полёт. Однако экипаж на всякий случай связался с центром в Нью-Йорке и получил подтверждение разрешения на полёт  с уточнением, чтобы не включали обогрев повреждённого стекла. После данного решения командир взял на себя инициативу для выполнения дополнительной заправки (очищенным авиакеросином A) и вместо 121 тысячи фунтов (54 884 килограмма), как по плану полёта, в баки было залито 156 220 фунтов, вероятно, с расчётом на меньшую высоту полёта. Всего на борту находились 69 пассажиров.
По плану время вылета составляло 20:30, но переписка телеграммами с Нью-Йорком и дополнительная заправка привели к задержке примерно на 1 час 30 минут. Также дополнительная заправка увеличила вес авиалайнера до 316 150 фунтов (143 403 килограмма), что соответствовало взлётному весу 315 150 фунтов (142 949 килограмм), с учётом, что работа двигателей перед взлётом сжигает около 1000 фунтов топлива. Данный вес был меньше максимально допустимого (331 000 фунтов), а центровка составляла 20,2 % САХ, то есть в пределах допустимого. В это время небо покрывали отдельные слоистые облака высотой 2400 метров и кучево-дождевые облака высотой 300—500 метров, шёл дождь, дул юго-западный свежий ветер, видимость 8 километров, атмосферное давление 1013 мб, температура воздуха 26°C. По плану взлёт должен был осуществляться с ВПП 08 длиной 3414 метров. При данных погодных условиях и весе самолёта, скорости V1, VR и V2 составляли соответственно 143, 149 и 165 узлов (265, 276 и 306 км/ч).

## Катастрофа
В 21:52:40 экипаж связался с диспетчерской вышкой аэропорта и, в связи с тем, что ветер стих, попросил разрешения выполнить взлёт с ВПП 04. В 21:56:10 после запуска двигателей он запросил разрешения следовать по рулёжным дорожкам к ВПП 04 и получил его. В 21:57:30 экипаж запросил дать им крейсерскую высоту 23 тысячи футов (эшелон 230 или 7 километров), вместо плановой 33 тысячи футов (эшелон 330 или 10 километров), на что в 21:58:45 получил разрешение. В 21:59 рейсу 816 было дано разрешение занимать предварительный старт в начале полосы, а в 22:00:30 — исполнительный в начале полосы 04. В 22:04 экипаж доложил о готовности к взлёту и получил разрешение. О выполнении взлёта экипаж уже не доложил.
По свидетельствам очевидцев, самолёт взлетал несколько ниже, чем другие самолёты такого типа, но звук двигателей был нормальным. Затем Боинг на высоте около 300 футов стал выполнять левый разворот, однако затем он  неожиданно начал быстро терять высоту, а через несколько секунд над водной поверхностью появились яркие красно-оранжевые вспышки. В 22:06:45, то есть через 2 минуты 45 секунд после выдачи разрешения рейсу 816 разрешения на взлёт, диспетчер услышал в радиоэфире сильный треск, после чего перевёл взгляд на море и увидел вспышки над водой. Он тут же забил тревогу и к месту падения авиалайнера, который упал примерно в 700 метрах от берега, направились лодки военно-морской охраны, а также частные катера. Прибыв в 22:13 на место, они выловили десять тел и одного тяжелораненного пассажира Нила Кэмпбелла (англ. Neil James Campbell), который выжил. Как позже заявил следователям этот пассажир, он понял, что самолёт падает, поэтому принял необходимую для аварийной ситуации позу. Всего в катастрофе погибли 78 человек: 10 членов экипажа и 68 пассажиров. На 2013 год это крупнейшая авиакатастрофа в истории Французской Полинезии.

## Причины
Расследование осложнялось тем, что бортовые самописцы не были найдены. В результате следователям оставалось лишь изучать найденные обломки, а также опрашивать свидетелей. Изучение обломков показало, что пожара на борту до удара на воду не было, на шинах не наблюдалось воздействия огня, а в лёгких погибших не было признаков угарного газа. С учётом, что обоим пилотам было 59 лет, выдвигалась версия, что на них сказалась усталость, и у них была гипертония. Но изучение графика работы членов экипажа показало, что они оба за последние двое суток имели достаточный отдых. Основной зацепкой стали услышанные свидетелями звуки наподобие «чу—чу» или «вуф—вуф», раздавшиеся примерно за 30 и за 10 секунд до удара о воду. Эти же звуки слышал и выживший пассажир, который сразу принял аварийную позу. Однако точно природу этих звуков установить оказалось невозможно, к тому же нет точных данных, что эти звуки раздавались с самолёта. Среди рассматриваемых особо были и версии о сдвиге ветра, отказе сразу двух двигателей (отказ одного, как показали испытания, не мог привести к катастрофе), потеря управления, отказ авиагоризонтов, разрушение треснувшего стекла и так далее, однако ни одну из них не удалось ни подтвердить, ни опровергнуть
В итоговом отчёте комиссия указала, что за неимением данных с бортовых самописцев, точную причину катастрофы установить невозможно.